# Place de l'Église-Sainte-Geneviève
Pour les articles homonymes, voir Place de l'Église.
La place de l'Église-Sainte-Geneviève, dite place de l'Église,  est une place qui se trouve au centre historique de Rosny-sous-Bois (Seine-Saint-Denis),,.

## Situation et accès
Y convergent:

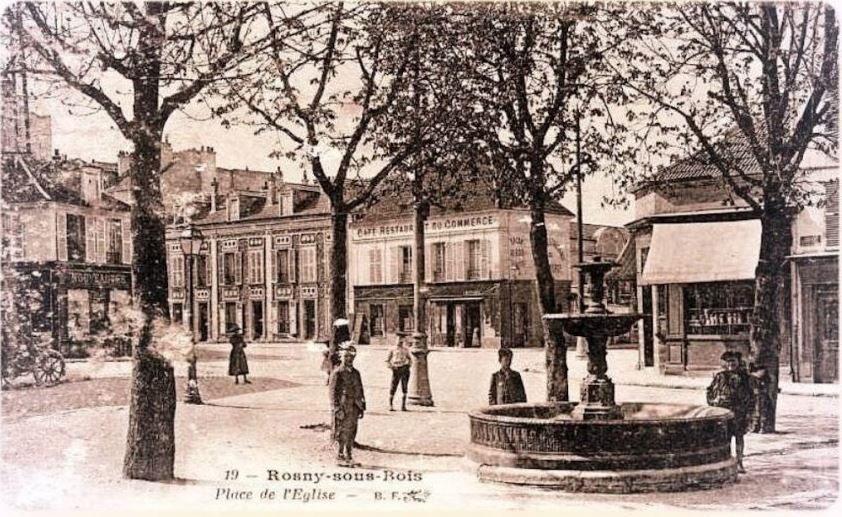
Une fontaine sur la place de l'Église.

- L'avenue du Général-de-Gaulle, anciennement rue de Noisy ;
- La rue Saint-Denis[4] ;
- La rue Richard-Gardebled ;
- La rue du Quatrième-Zouaves, anciennement rue de Paris[5] ;
- La rue du Général-Gallieni, anciennement rue de l'Église.

## Origine du nom

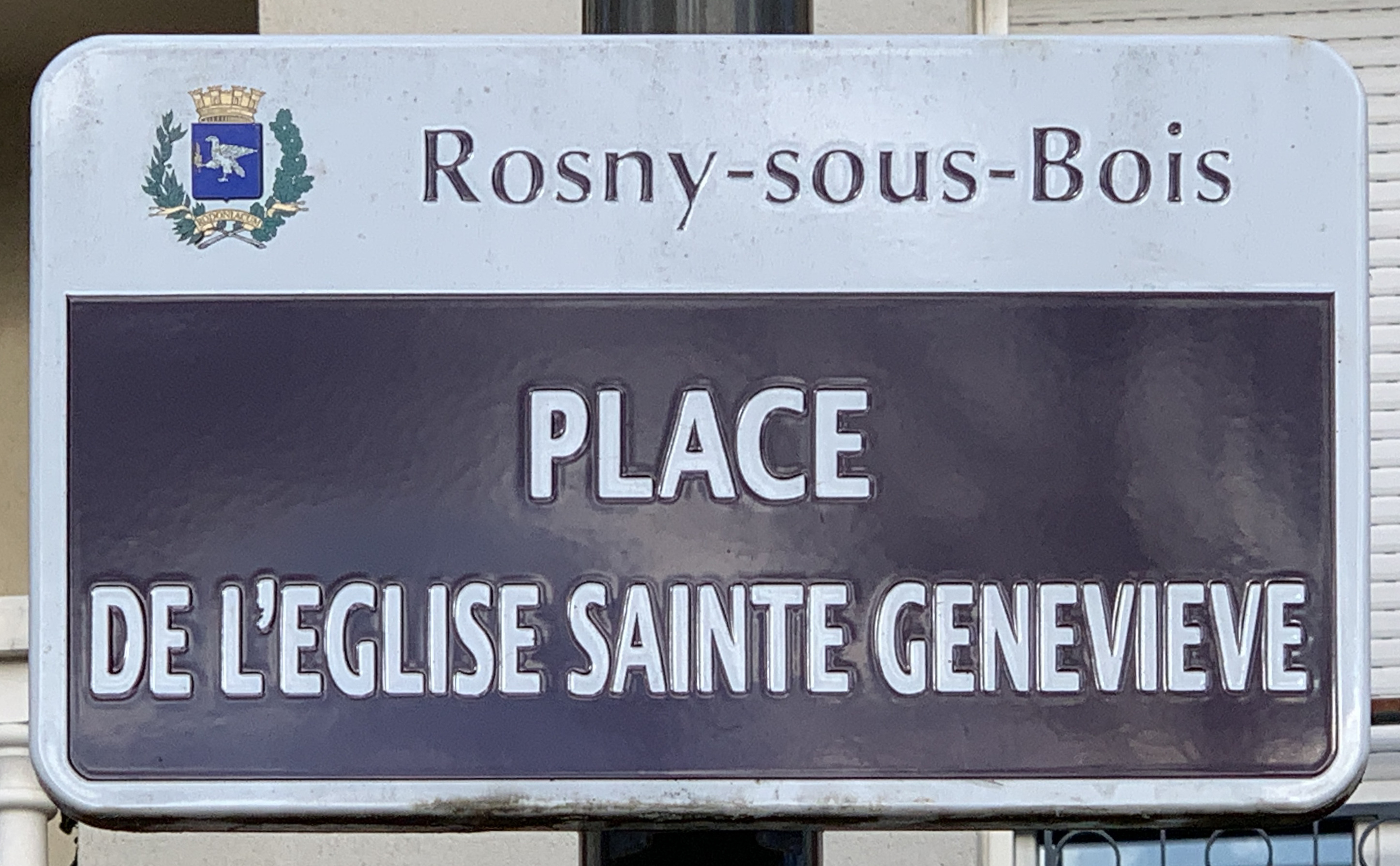
Plaque émaillée place de l'Église-Sainte-Geneviève, 2021.

Cette place tire son nom de l'église Sainte-Geneviève.

## Historique

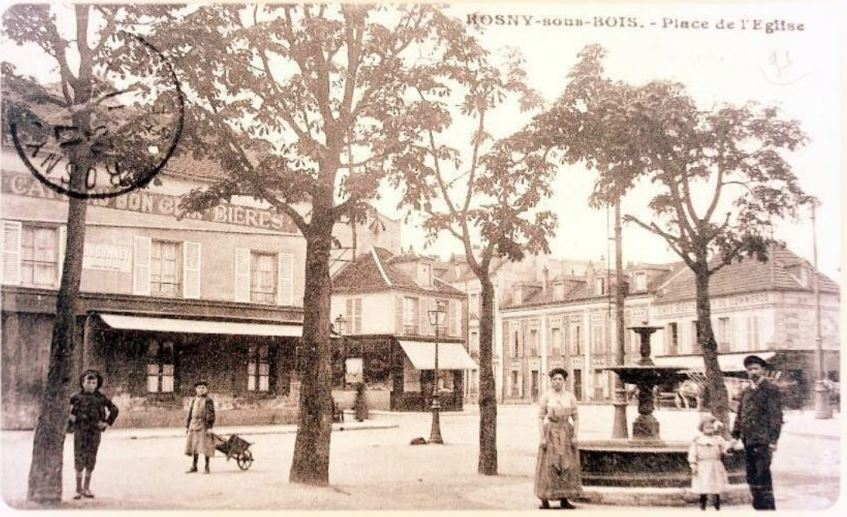
Fontaine, vers 1900.

Des fouilles archéologiques menées en 1987 à l’initiative de l'association des Amis du Vieux Rosny et de la Municipalité ont permis de mettre au jour, au nord-ouest de la place, les traces d'une chapelle romane datant du XIe siècle ou du XIIe siècle.
La ferme seigneuriale de Sainte-Geneviève était située au sud de l’église. Son entrée, par une porte cochère, se trouvait sur la place.
En 1872, la commune, afin d’améliorer son cadre urbain, fit édifier sur la place une grande vasque en fonte, pour une somme de 4573.53 francs. Elle cessa d'être alimentée à la fin du XIXe siècle. En 1914, on la déplaça dans le square Richard-Gardebled.

## Bâtiments remarquables et lieux de mémoire
- Église Sainte-Geneviève, reconstruite en 1857. Les textes montrent qu'une chapelle se trouvait à cet endroit au VIIIe siècle.